# Nacionalitat espanyola

Escut de l'estat espanyol

La nacionalitat espanyola és el vincle jurídic que uneix a la persona amb el Regne d'Espanya. L'article 11è de la Constitució Espanyola de 1978 vigent es refereix a la nacionalitat espanyola tot i que estableix que una altra llei regularà com és que aquesta s'adquireix o es perd. Aquesta llei separada és el Codi Civil espanyol. En termes generals, l'adquisició de la nacionalitat espanyola es basa en el principi de ius sanguinis tot i que hi ha provisions limitades per a l'adquisició de la nacionalitat espanyola segons el principi de ius soli.

## Història
Totes les constitucions històriques d'Espanya, fins i tot aquelles que mai no entraren en vigor, han tingut un article que defineix el concepte de nacionalitat espanyola. L'actual constitució de 1978 és la primera que no defineix la nacionalitat espanyola ans estableix que una llei separada definirà i regularà com és que aquesta s'adquireix i es perd. Tot i així, és la primera que emfàticament declara que els "espanyols d'origen" no podran ser privats mai de la seva nacionalitat. El 13 de juliol de 1982, segons el que establí la constitució, es realitzaren les primeres esmenes del període democràtic al Codi Civil espanyol en matèria de nacionalitat. Els articles relatius a la nacionalitat foren esmenats el 17 de desembre de 1990, el 23 de desembre de 1993, el 2 de novembre de 1995 i el 2 d'octubre de 2002, aquestes últimes encara en vigor.
L'aprovació de l'article 11è de la constitució no estigué lliure de controvèrsia, principalment a causa de la possible confusió entre el terme nacionalitat com a estatus jurídic d'una persona i el de les "nacionalitats" en referència a aquelles comunitats o regions amb una identitat històrica i cultural especial, que integren l'Estat espanyol, terme que havia estat utilitzat en l'article 2n. Hom suggerí substituir el terme "nacionalitat" de l'article 11è pel de "ciutadania", però aquesta proposta fou rebutjada, ja que es considerà, com és comú en altres legislacions europees, que els termes no eren sinònims.
Un altre punt de conflicte constitucional sorgí amb la creació de la ciutadania de la Unió europea, mitjançant la qual tots els nacionals dels Estats membres tenen el mateixos drets en tots els Estats membres, incloent-hi el dret dels sufragi actiu i passiu. La constitució es reformà en conseqüència per permetre-ho.

## Nacionalitat espanyola d'origen i no d'origen
La legislació espanyola estableix dos tipus de nacionalitat: "nacionalitat espanyola d'origen" i la "nacionalitat espanyola no d'origen". Segons l'article 17è del Código Civil Español són espanyols d'origen:
- els nascuts de pare o mare espanyola;
- els nascuts a Espanya de pares estrangers si almenys un d'ells també nasqué a Espanya, llevat dels fills o filles dels funcionaris diplomàtics o consulars estrangers acreditats a Espanya;
- els nascuts a Espanya de pares estrangers i cap d'ells té nacionalitat, o si la legislació dels països d'origen de cap d'ells no atribueix al fill o a la fill cap nacionalitat;
- els nascuts a Espanya de filiació indeterminada; els individus la primera residència coneguda dels quals és Espanya es consideren nascuts a Espanya.

Els estrangers menors de 18 anys adoptats per un nacional espanyol adquireixen, des del moment de l'adopció, la nacionalitat espanyola d'origen. Si l'adoptat té més de 18 anys, ell o ella pot optar per la nacionalitat espanyola d'origen dins els dos anys posteriors a l'adopció.
Qualsevol altra persona que adquireix la nacionalitat espanyola per un altre mitjà que no sigui especificat abans són "espanyols no d'origen".

## Nacionalitat espanyola per opció
L'article 20è del Codi Civil espanyol estableix que les següents persones tenen el dret d'optar per la nacionalitat espanyola:
- els que estigueren sota la tutela d'un ciutadà espanyol;
- aquelles el pare o la mare dels quals hagi estat originàriament espanyol(a) i nascut(da) a Espanya (és a dir, els fills o filles de pare o mare espanyola que nasqueren després de la pèrdua de la nacionalitat espanyola del pare o la mare);
- aquelles esmentades en l'apartat segon de l'article 17è de la secció anterior, i aquells estrangers adoptats de més de 18 anys.

La nacionalitat espanyola per opció haurà de reclamar-se dins els dos anys posteriors al 18è aniversari o després de l'emancipació. La nacionalitat espanyola per opció atorga la nacionalitat espanyola d'origen llevat d'aquells que opten segons l'article 17è de la secció anterior i d'aquells que opten segons la Llei de Memòria Històrica.

## Nacionalitat espanyola per naturalització i residència
La nacionalitat espanyola pot adquirir-se per naturalització, atorgada a discreció del govern mitjançant un Decret Reial i sota circumstàncies excepcionals. La nacionalitat espanyola també pot adquirir-se per residència. Per a sol·licitar la nacionalitat per residència, és necessari que el postulant hagi viscut a Espanya:
- deu anys; o
- cinc anys si és un(a) refugiat(da); o
- dos anys si és nacional d'algun país d'Iberoamèrica, Andorra, les Filipines, Guinea Equatorial, Portugal, o sefardita (és a dir, els descendents dels jueus espanyols expulsats en el decret de 1492); o
- un any:

- si nasqué en territori espanyol; o
- si no exercí el seu dret a la nacionalitat per opció dins el període establert per la llei; o
- si ha estat casat(da) amb un nacional espanyol i no se n'ha separat legalment ni de fet; o
- si és viudo(a) d'un nacional espanyol i no se'n separà abans de la mort del cònjuge; o
- si nasqué fora d'Espanya i el seu pare o mare, avi o àvia foren originalment espanyols.

## Pèrdua de la nacionalitat espanyola
La nacionalitat espanyola pot perdre's en els següents casos:
- Perden la nacionalitat espanyola les persones de 18 anys o més la residència dels quals no és Espanya i que adquireixen voluntàriament una altra nacionalitat o en fan ús exclusivament i la qual els fou atorgada abans de la seva emancipació. En aquest cas la pèrdua de nacionalitat té lloc tres anys després de l'adquisició de la nacionalitat estrangera o de l'emancipació només si no declaren llur voluntat de conservar la nacionalitat espanyola. Tot i així, no perden la nacionalitat espanyola els espanyols d'origen que adquireixen la nacionalitat d'un país iberoamericà, d'Andorra, les Filipines, Guinea Equatorial o Portugal.
- Tots els nacionals espanyols que expressament renuncien a la nacionalitat espanyola, posseeixen una altra nacionalitat i viuen fora d'Espanya, perden la nacionalitat espanyola.
- Tots els menor d'edat nascuts fora d'Espanya que han adquirit la nacionalitat espanyola com a fills d'un nacional espanyol que també nasqué fora d'Espanya, i si les lleis del país on viuen els atribueixen una nacionalitat, perdran la nacionalitat espanyola si no declaren la voluntat de conservar-la durant els tres anys posteriors a llur divuitè aniversari o la data de llur emancipació.

La nacionalitat espanyola, però, no es perd si Espanya està en guerra.
A més a més, els espanyols "no d'origen" perden la nacionalitat si:
- fan ús exclusivament, per un període de tres anys, llur nacionalitat anterior, amb l'excepció de les nacionalitats d'un país amb els quals Espanya ha signat un acord de doble nacionalitat;
- participen voluntàriament en l'exèrcit d'un país estranger, o treballen com a funcionaris públics d'un govern estranger;
- han mentit o han comès frau en llur sol·licitud de nacionalitat espanyola.

La nacionalitat espanyola pot recuperar-se, per residència legal a Espanya, llevat la nacionalitat espanyola "no d'origen".

## Nacionalitat espanyola per la Llei de Memòria Històrica
Per un període de dos anys, amb la possibilitat d'una extensió per un de tercer, començant el 27 de desembre del 2008, la Llei de Memòria Històrica atroga la nacionalitat espanyola d'origen a:
- aquelles persones nascudes de pare originàriament espanyol (és a dir, sense importar el lloc de naixement) i sense restriccions d'edat. (El Codi Civil espanyola actual atorga la nacionalitat espanyola d'origen només als nascuts de pare o mare espanyol(a) nascut a Espanya, i la nacionalitat espanyola no d'origen als menors d'edat nascuts d'un nacional espanyol nascut fora d'Espanya si la sol·liciten abans del segons anys posterior a llur divuitè aniversari o data de la seva emancipació);
- aquelles persones l'avi o l'àvia dels quals fou un(a) exiliat(da) de la Guerra Civil Espanyola, i que perdé la seva nacionalitat espanyola a causa de l'exili. En aquest cas, el sol·licitant ha de provar que l'avi o l'àvia sortí d'Espanya com a refugiat o entre el 18 de juliol de 1936 i el 31 de desembre de 1955;
- aquelles persones membres de les Brigades Internacionals que defensaren la Segona República Espanyola durant la Guerra Civil. (El 1996 se'ls atorgà la nacionalitat espanyola no d'origen, per la qual cosa, podien perdre llur nacionalitat anterior. Els espanyols d'origen no poden ser privats mai de llur nacionalitat).

Per virtut d'aquesta llei si una persona, el pare o mare del qual havia estat originàriament Espanyol i nascut a Espanya, i que havia adquirit la nacionalitat espanyola no d'origen per opció (segons l'article 20è del Codi Civil), poden sol·licitar el canvi a nacionalitat d'origen durant el temps de vigor de la llei.